# Exodus (альбом DMX)
Exodus — восьмой и последний студийный альбом американского рэпера DMX. Он был выпущен 28 мая 2021 года на лейбле Def Jam Recordings. Это первый релиз DMX, который вышел после седьмого студийного альбома Undisputed, выпущенного в 2012 году, а также единственный посмертный альбом. Это также первая работа рэпера, которая была выпущена на лейбле Def Jam после Grand Champ 2003 года.

## История

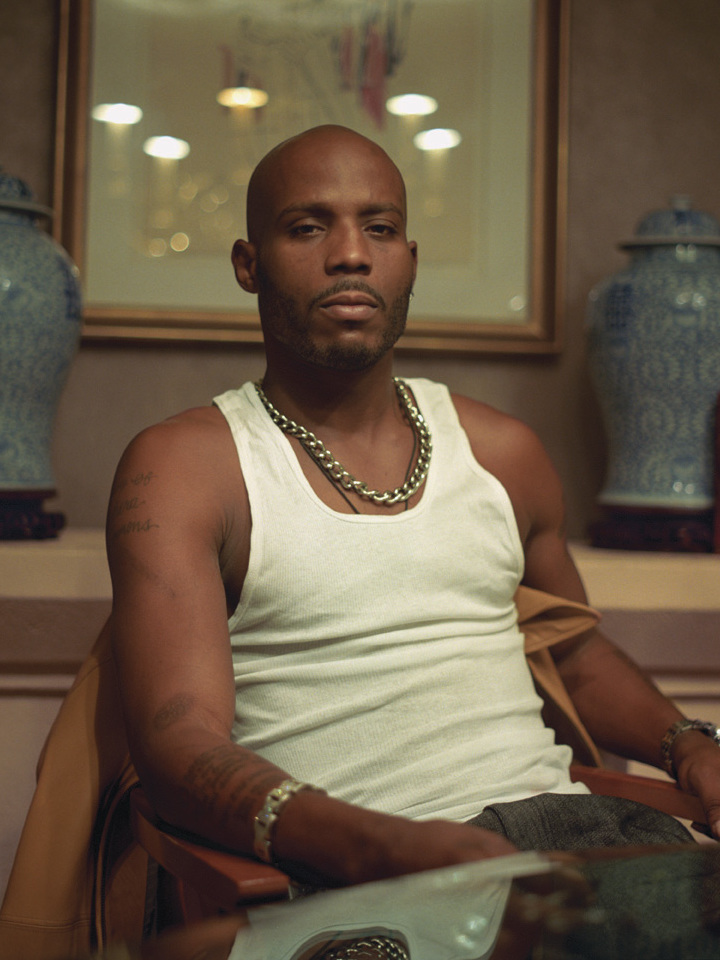
DMX умер в апреле 2021 года

2 апреля 2021 года примерно в 23:00 DMX был доставлен в больницу Уайт-Плейнс, где, как сообщалось, он находился в критическом состоянии после сердечного приступа, возможно, вызванного передозировкой наркотиков. На следующий день его адвокат Мюррей Ричман подтвердил, что Симмонс находился на аппарате жизнеобеспечения. В ту же ночь рэпер пережил церебральную гипоксию (кислородное голодание мозга), парамедики пытались реанимировать его. Бывший менеджер Симмонса, Накия Уокер, сказала, что он находился в «вегетативном состоянии» с «лёгочной и мозговой недостаточностью и отсутствием мозговой активности». Менеджер DMX, Стив Рифкинд заявил, что Симмонс находится в коме и что он должен пройти тесты, чтобы определить функциональность его мозга, и его семья должна определить его судьбу. В заявлении, подтверждающем его смерть, говорилось следующее:
|        | Earl was a warrior who fought till the very end. He loved his family with all of his heart and we cherish the times we spent with him...Earl's music inspired countless fans across the world and his iconic legacy will live on forever. We appreciate all of the love and support during this incredibly difficult time. |  | Эрл был воином, сражавшимся до самого конца. Он любил свою семью всем сердцем, и мы дорожим временем, которое мы проводили с ним... Музыка Эрла вдохновляла бесчисленных поклонников по всему миру, и его культовое наследие будет жить вечно. Мы ценим всю любовь и поддержку в это невероятно трудное время. |  |
| [ 17 ] | |  | |  |

Работа над Exodus началась ещё до смерти DMX. Он записал его в студии американского рэпера Snoop Dogg в Лос-Анджелесе, Калифорния. Swizz Beatz является исполнительным продюсером альбома. В альбоме участвуют Pop Smoke, Боно, Гризельда и Лил Уэйн, а также дочь DMX, Сонова. После смерти Симмонса в его Instagram-аккаунте был опубликован пост с заголовком «28 мая наследие продолжается.... #ExodusAlbum». Одного из сыновей DMX зовут Эксодус. Обложка альбома была снята фотографом Джонатаном Мэннионом. Список композиций был опубликован 14 мая 2021 года Swizz Beatz в Instagram.

## Выпуск и продвижение
9 апреля 2021 года в день смерти DMX была выпущена песня «X Moves», которая не попала в альбом. 16 апреля вышел сингл «Been to War» при участии Swizz Beatz и French Montana, он стал саундтреком к сериалу Крёстный отец Гарлема. 25 мая была выпущена песня «Hood Blues», как лид-сингл с Exodus, она содержит гостевые участия от Westside Gunn, Benny the Butcher и Conway the Machine.

## Список композиций
Информация из Genius.
| №   | Название                                                                         | Автор(ы)                                                                             | Продюсер(ы)                                       | Длительность |
| --- | -------------------------------------------------------------------------------- | ------------------------------------------------------------------------------------ | ------------------------------------------------- | ------------ |
| 1.  | «That's My Dog» (при участии the Lox и Swizz Beatz)                              | Earl Simmons Jason Phillips David Styles Sean Jacobs Kasseem Dean Abraham Orellana   | Swizz Beatz AraabMuzik                            | 5:06         |
| 2.  | «Bath Salts» (при участии Jay-Z и Nas)                                           | Simmons Shawn Carter Nasir Jones Dean Michael Forno                                  | Swizz Beatz Prime Maximus                         | 3:00         |
| 3.  | «Dog's Out» (при участии Лила Уэйна и Swizz Beatz)                               | Simmons Dwayne Carter Dean Orellana Anslem Douglas Osbert Gurley                     | Swizz Beatz AraabMuzik                            | 2:46         |
| 4.  | «Money Money Money» (при участии Moneybagg Yo)                                   | Simmons Demario White, Jr. Dean Jean-Jacques Debout Huard Dumas Pierre Porte         | Swizz Beatz                                       | 2:09         |
| 5.  | «Hold Me Down» (при участии Алишы Киз)                                           | Simmons Alicia Augello-Cook Dean                                                     | Swizz Beatz                                       | 3:39         |
| 6.  | «Skyscrapers» (при участии Bono)                                                 | Simmons Paul Hewson Sean Fenton Dean Jerry Duplessis Tyrone Johnson Arden Altino     | Swizz Beatz Wonda Musicman Ty Keyz [a]            | 3:25         |
| 7.  | «Stick Up Skit» (при участии Cross, Infrared и Icepick)                          | Simmons Dean                                                                         |                                                   | 0:47         |
| 8.  | «Hood Blues» (при участии Westside Gunn, Benny the Butcher и Conway the Machine) | Simmons Alvin Worthy Jeremie Pennick Demond Price Dean Avery Chambliss Marlene Moore | Swizz Beatz Avenue Beatz                          | 4:36         |
| 9.  | «Take Control» (при участии Snoop Dogg)                                          | Simmons Calvin Broadus Denaun Porter Dean David Ritz Marvin Gaye Odell Brown         | Mr. Porter Swizz Beatz [a]                        | 3:51         |
| 10. | «Walking in the Rain» (при участии Nas, Exodus Simmons и Denaun)                 | Simmons Jones Porter Dean Tim Schoegje Lucky Specht Thomas Forbes                    | Mr. Porter Swizz Beatz [a] Shroom [b]             | 4:00         |
| 11. | «Exodus Skit»                                                                    |                                                                                      |                                                   | 0:21         |
| 12. | «Letter to My Son (Call Your Father)» (при участии Ашера и Brian King Joseph)    | Simmons Usher Raymond IV Brian King Joseph Nasri Atweh Dean Johnson                  | Swizz Beatz Musicman Ty                           | 4:05         |
| 13. | «Prayer»                                                                         | Simmons Kanye West Jahmal Gwin Derek Watkins                                         | Канье Уэст BoogzDaBeast [a] Fonzworth Bentley [a] | 2:02         |

Примечания
- ↑  сопродюсер
- ↑  дополнительный продюсер